# Juzeliūnas
Juzeliūnas ist ein litauischer männlicher Familienname, abgeleitet vom litauischen Vornamen Juzelis, Juozas (Josef).

## Weibliche Formen
- Juzeliūnaitė (ledig)
- Juzeliūnienė (verheiratet)

## Personen
- Eimutis Juzeliūnas (* 1958), Elektrochemiker, Rektor
- Gediminas Juzeliūnas (* 1958), Physiker
- Julius Juzeliūnas (1916–2001), Komponist und Musikpädagoge